# Aphanius desioi
Aphanius desioi е вид лъчеперка от семейство Cyprinodontidae.

## Разпространение
Видът е разпространен в Либия.

## Описание
На дължина достигат до 5 cm.